# マッド・ドッグス
『マッド・ドッグス』（Mad Dogs）は、2016年に制作されたアメリカ合衆国のテレビドラマ。2011年から2013年にかけてイギリスで放送されていたMad Dogsのリメイク版である。日本ではAXNで2021年2月28日より初放送された。これは、2011年から2013年に放送された英国のショー（Mad Dogsとも呼ばれる）の部分的なリメイクである。

## あらすじ
40代の友人たちが、旧友の早期引退を祝うため、中央アメリカのベリーズにやって来る。懐かしい仲間と最高の休暇になるはずだったが、マフィア、悪徳警察、そしてアメリカ大使館をも巻き込むカオスな争いへと引きずり込まれていく。追い詰められた彼らは、徐々に“狂気”（マッド）に満ちていくのだった・・・。

## 登場人物
ジョエル
演 - ベン・チャップリン
今回の旅に参加した4人仲間の1人。仲間に言えない秘密がある。
レックス
演 - マイケル・インペリオリ
4人仲間の1人。ある悩みを抱えている。
ガス
演 - ロマニー・マルコ
4人仲間の1人。弁護士で家族愛が強い。
コビ
演 - スティーヴ・ザーン
4人仲間の1人。変わり者で突発的な言動が多い。
マイロ
演 - ビリー・ゼイン
中米ベリーズに住む4人の旧友。

## エピソード
第1話「旅の始まり」
中年の男性仲間ジョエル、レックス、ガス、コビの4人は、旧友マイロの早期引退を祝うため、中央アメリカのベリーズにやって来る。美しいビーチが臨める豪邸で、仲間と最高の休暇になるはずだったが、マイロに突然悲劇的な出来事が起こり、そこから事態は急速に変化していく…。
第2話「シタバイ」
4人は行方不明のクルーザーを返そうと奮闘するが、麻薬ディーラー2人との予期せぬ遭遇や麻薬カルテルに関わる怪しげなバッグを手にしたことにより、事態は複雑さを増してゆく。
第3話「井戸」
船の返却期限まで残りわずか数時間しかない中、事態は複雑さを増す。4人は地元警察の捜査や、友人の遺体処理や、戻ってきた猫マスクの暗殺者に対処すべく奮闘する。
第4話「炎」
4人はアメリカ大使館へ出向くが、大使館は閉まっていた。彼らは屋敷に立てこもり、夜を明かす。塀の外を敵に見張られ、食べ物も飲み物も手に入らないなかで、4人はお互いの過去の暗い秘密と直面し、必死に今を生きようとする。
第5話「帽子」
職務熱心でやり手の大使館職員の助けを得て4人はベリーズ脱出を試みる。ベリーズの田舎で、多種多様で危険かつ独特な人々や動物とやり取りするうちに、4人の間の緊張が高まる。
第6話「レズリー」
4人は国境近くで検疫所に収容され、お互いの感情をぶつけ合う。運命を左右する血液検査の結果を待ちながら、過去の行動について和解する。一方外の世界では、危険な男として悪名高いヘススからの要求を受け、ローレンスが4人の探索に乗り出す。
第7話「アイスクリーム」
ベリーズ国内でバラバラになった4人の男たち。なくした金を全て取り戻し、拉致されたジョエルを救うには、個人の欲望と友人の命の重さを天秤にかけねばならない。
第8話「種親」
カリスマ的な事業家、アーロンが4人の前に現れ、家に帰してやると約束する。ただしそのためには、ローレンスとヘスス、そしてユーロ札が詰まったバッグが絡んだ、危険で謎の多いミッションを達成しなければならない。
第9話「シーホース号」
4人はジャングルを進む危険な旅を始めるが、やがて判明するヘススの姿も、4人のミッションの実体も意外なものだった。ベリーズ・シティではローレンスとアーロンの間の緊張が高まる。また、謎めいた人物が到着し、大使館職員の失踪についてガスに質問する。
第10話「針」
ジョエルが迅速かつひそやかにヘススからのミッションを達成しようとする一方で、当局に拘束されたガスとコビはそれぞれ自分たちの犯罪について説明しようとする。手術を受けたレックスは現実離れした体験をする。そして４人はベリーズを脱出しようと最後の挑戦に出る。

## 放送日
|    | 邦題           | 原題       | 日本初放送日  |
| -- | -------------- | ---------- | ------------- |
| 1  | 旅の始まり     | Pilot      | 2021年2月28日 |
| 2  | シタバイ       | Xtabai     | 2021年2月28日 |
| 3  | 井戸           | Well       | 2021年3月7日  |
| 4  | 炎             | Flares     | 2021年3月7日  |
| 5  | 帽子           | Hat        | 2021年3月14日 |
| 6  | レズリー       | Leslie     | 2021年3月14日 |
| 7  | アイスクリーム | Ice Cream  | 2021年3月21日 |
| 8  | 種親           | Broodstock | 2021年3月21日 |
| 9  | シーホース号   | Seahorse   | 2021年3月28日 |
| 10 | 針             | Needles    | 2021年3月28日 |